# 格伦·戴维斯 (篮球运动员)
罗纳德·格伦·戴维斯（英語：Ronald Glen Davis，1986年1月1日—），外號Big Baby，美國職業籃球運動員，2012年前是波士顿凯尔特人隊體重最重的球員。

## 生平

### 大学时期
戴维斯2005年进入路易斯安那州立大学，次年率队打入NCAA的最终四强，但是在和UCLA进行的半决赛中，戴维斯发挥失常，仅拿到17分便5次犯规离场，导致本队被对手轻松击败。

### NBA时期
2007年6月29日，戴维斯在2007年NBA选秀中于第二轮第35位被西雅图超音速队选中，随即同雷·阿伦一道被送往波士顿凯尔特人队，以换取德隆蒂·韋斯特、沃利·斯泽比亚克和第5位新秀杰夫·格林。2007-08赛季中戴维斯作为对「凯尔特人三巨头」领衔的球队的低位实力补充。
2008年总决赛，戴维斯被专家们一致评为总决赛最佳新秀。
2012年賽季開始前，在波士頓塞爾提克跟奧蘭多魔術的交易中，與奧蘭多魔術的大前鋒布蘭頓·巴斯交易。
2014年2月21日奧蘭多魔術將戴维斯釋出，2月13日戴维斯與洛杉磯快艇簽約，將和昔日教頭道格·里弗斯再度同隊。

## 技术特点
戴维斯是强壮力量型球员，也有着不错的中远投能力，但是作为大前锋他的移动和封盖能力都欠缺。